# Пучность

Стоячая волна. Красные точки — это узлы.

Картина интерференции двух волн (сверху вниз). Точка представляет собой узел.

Пучность — участок стоячей волны, в котором колебания имеют наибольшую амплитуду. Противоположностью пучности является узел — участок волны, в котором амплитуда колебаний минимальна.
Причиной пучности является сложение падающей и отраженной когерентных волн в «фазе», узла — сложение когерентных волн в «противофазе». При суперпозиции двух сигналов, близких по частоте и по амплитуде также образуются пучности и сужения.
В природе пучности наблюдаются в резонаторах, волноводах, распространении звуковых волн, волн на поверхности воды.